# Châteldon
Châteldon är en kommun i departementet Puy-de-Dôme i regionen Auvergne-Rhône-Alpes i centrala Frankrike. Kommunen ligger i kantonen Châteldon som tillhör arrondissementet Thiers. År 2022 hade Châteldon 752 invånare.

## Befolkningsutveckling
Antalet invånare i kommunen Châteldon
| Referens: INSEE |

## Personer från Châteldon
- Pierre Laval, politiker